# Piletocera costifascialis
Piletocera costifascialis là một loài bướm đêm trong họ Crambidae.